# Чумашские языки

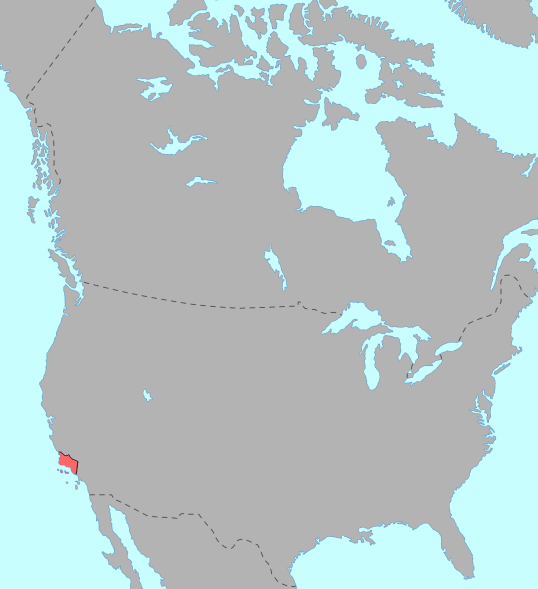
Чумашские языки до прихода европейцев

Чумашские языки — исчезнувшая семья индейских языков, ранее распространённая на южном побережье штата Калифорния (от Сан-Луис-Обиспо до Малибу), в соседних континентальных районах (долина Сан-Хоакин), и на трёх прилегающих островах (Сан-Мигель, Санта-Роза и Санта-Круз).
Все чумашские языки исчезли, однако они задокументированы в неопубликованных полевых исследованиях лингвиста Дж. Харрингтона. Особенно хорошо документированы языки барбареньо, инесеньо и вентуреньо. Последний носитель последнего из сохранившихся языков — барбареньо — Мэри Йи, умерла в 1965 году.

## Состав
I. Северные чумашские языки:
1. Обиспеньо (также известен как северный чумашский) (†)
II. Южные чумашские языки:
a. Островные чумашские языки:
2. Крусеньо (также известен как островной чумашский язык или исленьо) (†)
b. Центральные чумашские языки:
3. Пурисименьо (†)
4. Инесеньо (†)
5. Барбареньо (†)
6. Вентуреньо (†)
Обиспеньо имел наибольшую диалектную раздробленность. Инесеньо и барбареньо, возможно, представляли собой диалекты одного и того же языка. О пурисименьо осталось крайне мало сведений. У языка вентуреньо было несколько диалектов.
Названия языков — обиспеньо, пурисименьо и др. — происходят от названия францисканских миссий, находившихся в местах проживания индейцев.

### Генетические связи
Роланд Диксон и Альфред Крёбер предполагали, что чумашские языки могли быть родственны соседним салинским языкам в рамках гипотетической искоманской группы. Эдвард Сепир принял эту точку зрения и включил искоманские языки в свою гипотетическую семью хокских языков. Позднее Кэтрин Клар (Kathryn Klar, 1977) установила, что у салинских и чумашских языков общим было только одно слово, которое чумашские языки заимствовали из салинских (слово означало «раковина белого моллюска» — данная раковина использовалась как местная денежная единица). В результате включение чумашских языков в хокские в настоящее время считается беспочвенным, таким образом, чумашские языки являются изолированными.

## Характеристика
Чумашские языки известны своей гармонией согласных (регрессивной гармонией сибилянтов).